# Ronald Gerard Connors
Ronald Gerard Connors, C.SS.R. (Brooklyn, Nueva York, Estados Unidos de América; 1 de noviembre de 1915 - Long Island, Nueva York, Estados Unidos de América, 27 de noviembre de 2002) fue un religioso norteamericano perteneciente a la Congregación del Santísimo Redentor y segundo obispo de la Diócesis de San Juan de la Maguana en República Dominicana.

## Biografía

### Inicios y formación
Nació en Brooklyn, Nueva York, el 1 de noviembre de 1915. Hijo de William y Gertrude Connors, dos emigrantes de Newfoundland, Nueva Escocia. Tuvo un hermano sacerdote William Connors, miembro de su misma congregación.
Recibió su iniciación cristiana en la parroquia Nuestra Señora del Perpetuo Socorro de Brooklyn, siendo bautizado el 14 de noviembre de 1915.
Realizó su educación primaria en la escuela católica de Nuestra Señora del Perpetuo Socorro, de las Hermanas de San José. Fue un talentoso pianista.
Entró en el noviciado de los redentoristas, en St. Mary's, North East, Pennsylvania, en 1929.
Hizo sus votos temporales el 2 de agosto de 1936 en Ilchester (Maryland), y sus votos perpetuos el 2 de septiembre de 1939 en Esopus, Nueva York, donde también hizo sus estudios de seminario entre 1936 y 1942.

### Presbiterado
Fue ordenado presbítero el 22 de junio de 1941 en el seminario de Monte San Alfonso, Esopus, Nueva York, por el obispo auxiliar de Nueva York, Stephen Donahue.
Algunos datos importantes de su ministerio presbiteral:
- Segundo noviciado en Annapolis, Maryland. (agosto - diciembre de 1942)
- Vicario parroquial en la Parroquia Sagrado Corazón de Baltimore. (diciembre de 1942 - septiembre de 1943)
- Vicario parroquial en Ilchester, Maryland. (septiembre de 1943 - marzo de 1944)
- Capellán militar en Annapolis, Maryland. (marzo de 1944 - agosto de 1946)
- Misionero en San Lorenzo, Puerto Rico. (1946 - 1950)
- Misionero en Las Matas de Farfán, República Dominicana. (1950 - 1956)
- Párroco en Las Matas de Farfán, República Dominicana. (1953 - 1956)
- Párroco en La Candelaria, Mayagüez, Puerto Rico. (1956 - 1959)
- Párroco en San Lorenzo, Puerto Rico. (1959 - 1960)
- Vice-provincial de San Juan, residiendo en Puerta de Tierra. (1960 - 1964)
- Superior provincial de la Congregación en la provincia de Baltimore (1964 - 1969)
- Vocalis iure officii en los capítulos generales 16º (1963) y 17º (1867) de la Congregación.
- Párroco en la Parroquia Inmaculada Concepción de Bronx, Nueva York. (1963 - 1972)
- Párroco en la Parroquia San Clemente de Saratoga Springs, Nueva York. (1972 - 1976)

### Episcopado
El 24 de abril de 1976, el papa Pablo VI lo nombró obispo titular de Equizetum y coadjutor de San Juan de la Maguana. Fue ordenado el 20 de julio de 1976 en la Catedral San Juan Bautista de San Juan de la Maguana por el Cardenal Octavio Antonio Beras Rojas.
El 20 de julio de 1977, exactamente un año después, sucedió a Mons. Tomás Francisco Reilly como obispo de San Juan de la Maguana.
El 20 de febrero de 1991 el papa Juan Pablo II le aceptó la renuncia presentada por motivos de edad, conforme al derecho canónico.
Mons. Connors regresó a Brooklyn, donde permaneció retirado en la basílica de Nuestra Señora del Perpetuo Socorro, ayudando en la Diócesis de Rockville Centre en la administración del sacramento de la confirmación.

### Muerte
Murió el 27 de noviembre de 2002 en la casa de su hermana en Long Island. Sus exequias fueron celebradas en la basílica de Nuestra Señora del Perpetuo Socorro de Brooklyn, y sus restos fueron trasladados a la Catedral de San Juan de la Maguana, donde recibieron sepultura y permanecen hasta el día de hoy.